# La Peña, Oaxaca
La Peña är en ort i Mexiko.   Den ligger i kommunen San Pedro Ixtlahuaca och delstaten Oaxaca, i den sydöstra delen av landet, 400 km sydost om huvudstaden Mexico City. La Peña ligger 1 616 meter över havet och antalet invånare är 154.
Terrängen runt La Peña är kuperad åt sydost, men åt nordväst är den platt. Terrängen runt La Peña sluttar österut. Runt La Peña är det mycket tätbefolkat, med 3 494 invånare per kvadratkilometer. Närmaste större samhälle är Oaxaca de Juárez, 7,9 km öster om La Peña. Trakten runt La Peña består till största delen av jordbruksmark.